# سلوان (المغرب)
سلوان مدينة مغربية تابعة لفخذ مزوجا أحد أفخاذ قبيلة قلعية الريفية الأمازيغية بإقليم الناظور. تحد شمالا بجماعة بوعرك وغربا بجماعة إكسان وشرقا بجماعة اولاد ستوت، أما من الجنوب فتحد بالجماعة الحضرية العروي. يبلغ عدد سكان الجماعة حوالي 24877 نسمة حسب إحصاء سنة 2004. منهم 15666 في الوسط القروي و9211 في مركز سلوان.
تشتهر سلوان في الريف بتموقع - جامعة متعددة التخصصات / التابعة لجامعة محمد الاول , وجدة - فيها .

## التقسيم الإداري
من بين القرى والدواوير المكونة لجماعة سلوان نجد:

- مركز سلوان
- إيشخيين
- لغريبة
- بدورة
- تاوريرت بوستة
- بوهراوة
- بوإغنجاين
- أولاد امعروف
- أولاد القايد
- أغمير
- إلكماش
- الحرشة
- دردورة
- سيدي علي

## أعلام
- ميمونت نسلوان